# Konflikty marokańskie

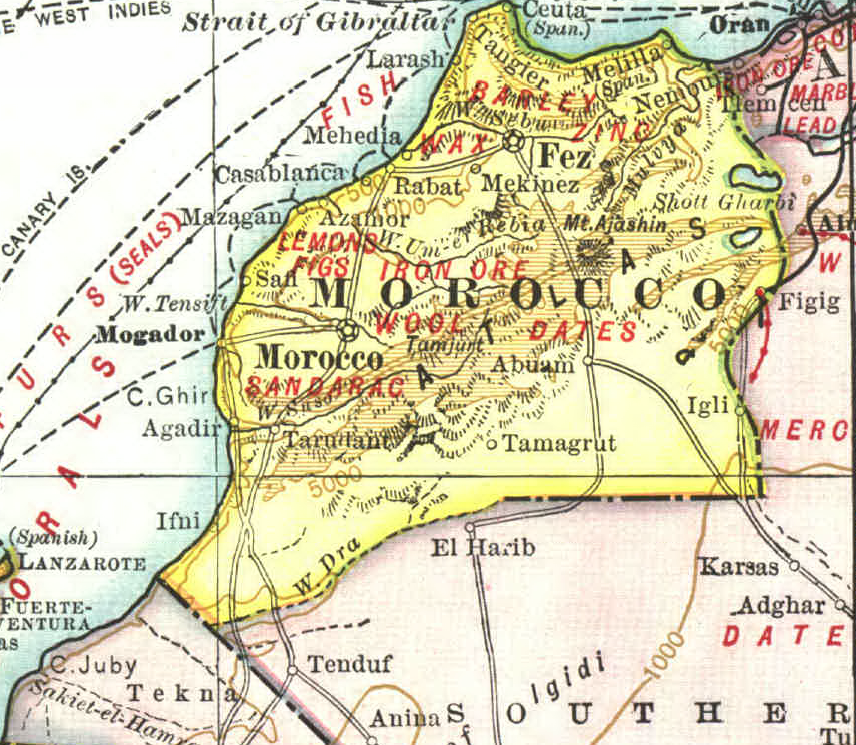
Maroko w 1909, zaznaczone Tanger i Agadir

Konflikty marokańskie – dwa konflikty na początku XX wieku na terenie Maroka w Afryce północno-zachodniej. Pierwszy konflikt (kryzys tangerski), niemiecko-francuski w latach 1905–1906, wywołała demonstracja niemieckiego poparcia dla niepodległości Maroka, a tym samym powstrzymania wzrostu tam wpływów francuskich. W 1910 Francja jednak opanowała Maroko. Drugi konflikt (kryzys agadirski), kryzys międzynarodowy w 1911 na tle zerwania przez Francję umowy o neutralności Maroka (traktat w Algeciras), zawartej po pierwszym kryzysie.

## Przyczyny
Jednym z regionów, w którym Rzesza widziała możliwości działania, był Bliski Wschód, a szerzej świat muzułmański. Możliwości sukcesu upatrywano w niechęci świata arabskiego do Wielkiej Brytanii, Francji oraz Rosji; tym bardziej że sama Rzesza niezaangażowana dotychczas politycznie w tym regionie miała „czyste konto” i nie budziła złych skojarzeń. W 1898 cesarz niemiecki Wilhelm II odbył po raz pierwszy podróż po krajach Bliskiego Wschodu. Tam, nad grobem sułtana Saladyna w Damaszku, powiedział: „Trzysta milionów muzułmanów może liczyć na moją przyjaźń”. To wydarzenie można uznać za początek gry o bardzo wysoką stawkę. Wkrótce uwaga Niemiec zogniskowała się również na Maroku.

## Pierwszy kryzys marokański (tangerski)

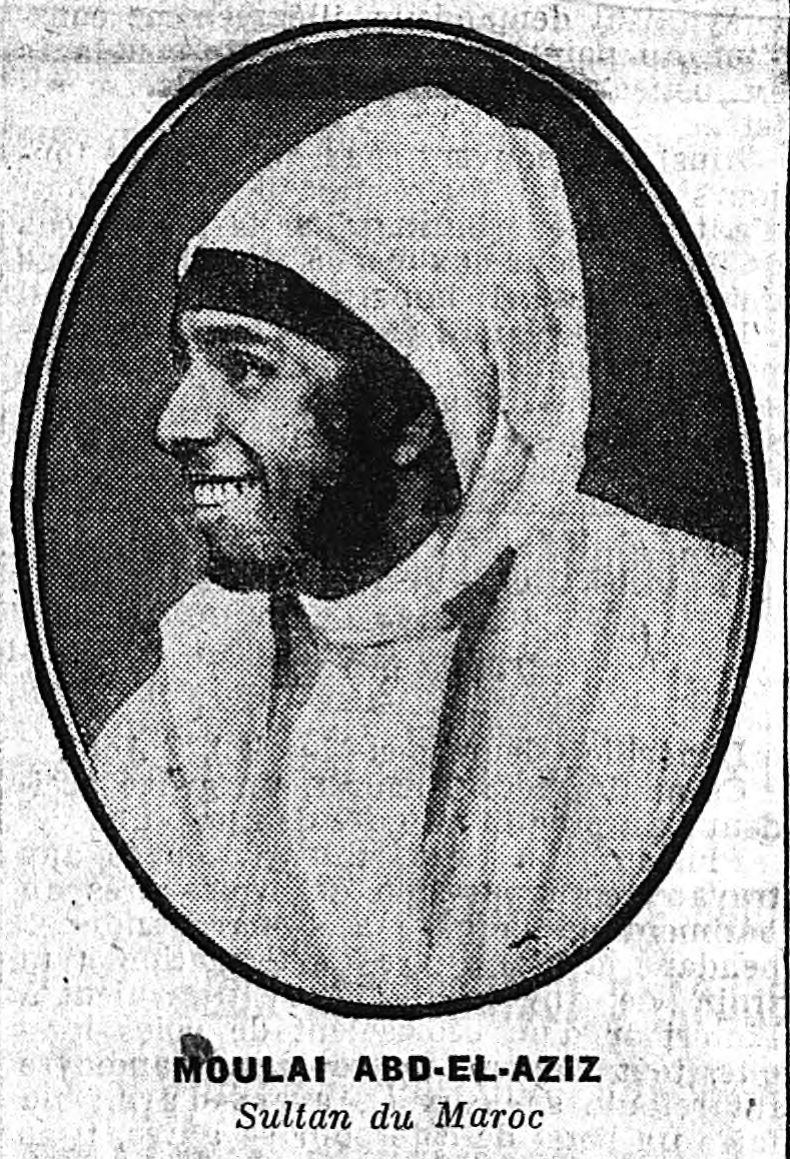
Abd al-Aziz IV, sułtan Maroka w latach 1894–1908

Od 1830 sąsiadująca z Marokiem Algieria była własnością Francji. W 1880 w Madrycie podpisano konwencję, w której zagwarantowano niepodległość Maroka, oraz uznano zasadę „otwartych drzwi” dla państw chcących działać w tym kraju. Sama konwencja była podpisana z inicjatywy Hiszpanii, która obawiała się zbyt dużej ekspansji Francji w tym regionie. Francja jednak nie zrezygnowała ze swoich planów opanowania tego kraju. Nie chcąc otwarcie przeciwstawić się konwencji madryckiej, Francuzi rozpoczęli działania dyplomatyczne, i tak w 1900 zawarli porozumienie z Włochami, w którym uznali włoskie pretensje do Trypolitanii i Cyrenajki w zamian za zgodę na zajęcie Maroka. Jednym z następnych kroków było podpisanie cztery lata później (8 kwietnia 1904) z Wielką Brytanią słynnej entente cordiale, na mocy której obydwa państwa dokonały podziału swoich posiadłości w Afryce Zachodniej. Jednak najważniejsze dla Francji były punkty dotyczące Egiptu i Maroka. Zapis punktu dotyczący tego ostatniego brzmiał:
„Rząd Republiki Francuskiej oświadcza, że nie ma zamiaru zmieniać statusu politycznego Maroka. Ze swojej strony rząd Jego Królewskiej Mości uznaje, że Francja ze względu na fakt graniczenia z Marokiem na znacznej przestrzeni, powołana jest do czuwania nad spokojem w tym kraju i udzielenia mu pomocy przy przeprowadzeniu wszelkich potrzebnych reform administracyjnych, gospodarczych, finansowych i wojskowych”.
Rezultatem tego porozumienia było to, iż Wielka Brytania dawała całkowicie wolną rękę Francji w sprawach Maroka, a Francja Wielkiej Brytanii w sprawach Egiptu. Po zawarciu porozumienia z Wielką Brytanią jeszcze tego samego roku w październiku Francja podpisała stosowny dokument dotyczący podziału wpływów w Maroku z Hiszpanią.
Poza krokami dyplomatycznymi podjęto również działania ekonomiczne. Mianowicie francuskie koła przemysłowe udzieliły sułtanowi Maroka w 1903 pożyczki na sumę 21 milionów franków, a w roku następnym w wysokości 61 milionów franków. Mając tak przygotowany grunt do działań, Francja mogła się zdobyć na bardziej energiczne kroki. Gdy tylko pojawił się pretekst (a był nim zatarg na granicy wywołany przez koczownicze plemiona), jesienią 1904 Francja wysłała do Fezu delegację, której zadaniem było przedstawienie sułtanowi projektu reform kraju. Same reformy przewidywały utworzenie przez Francuzów policji, banku centralnego oraz udzielenie francuskim firmom koncesji. Realizacja tej reformy byłaby jednoznaczna z przejęciem kontroli nad państwem.

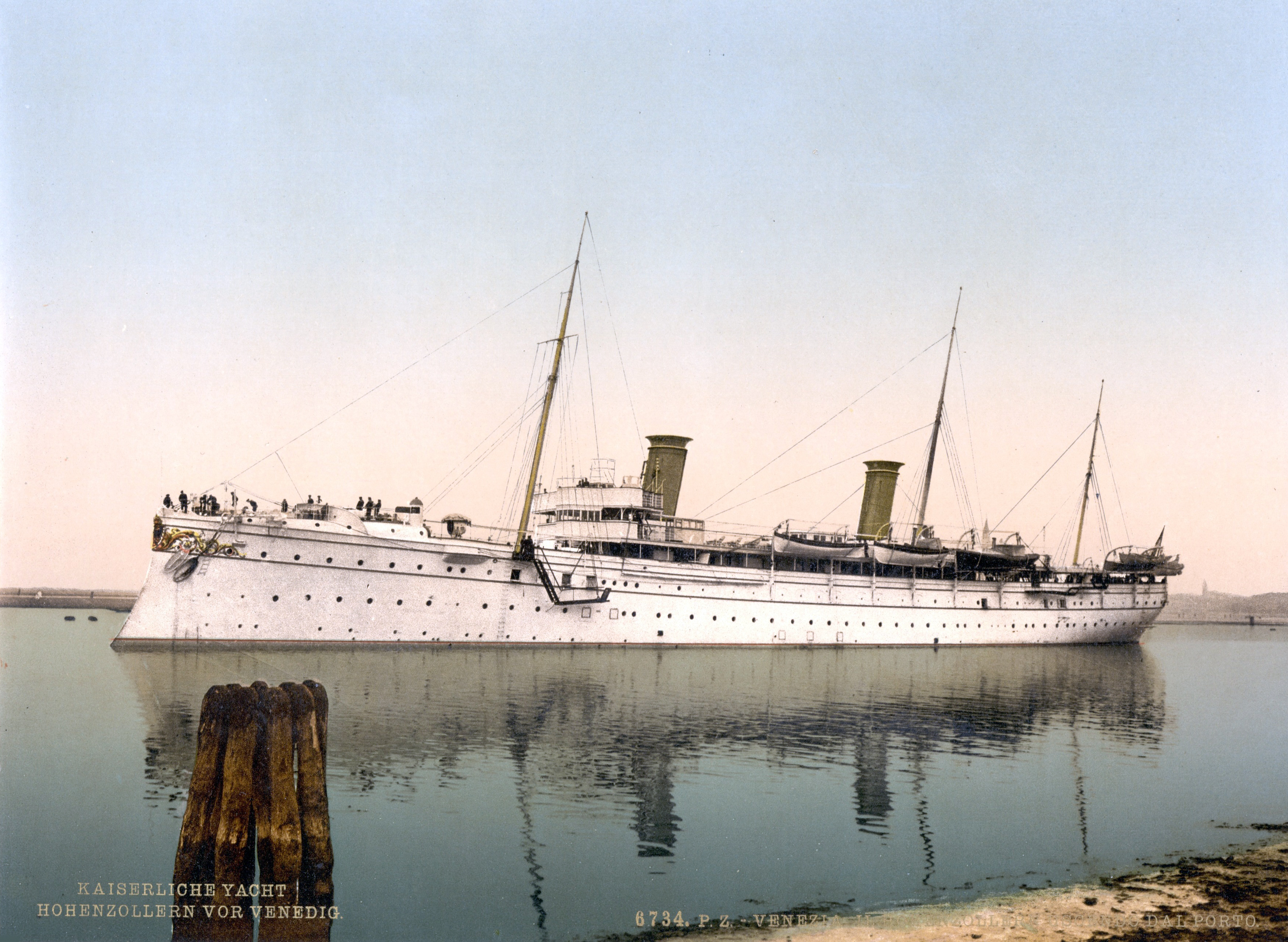
Jacht „Hohenzollern”

W tym właśnie momencie zareagowały Niemcy. Wiosną 1905 Wilhelm II wypłynął swoim gigantycznym jachtem „Hohenzollern” na rejs wycieczkowy po Morzu Śródziemnym. Był to jednak tylko pozór, gdyż 31 marca jednostka zawinęła do Tangeru (nad Cieśniną Gibraltarską) w północnym Maroku, gdzie cesarza przyjęto niezwykle ciepło. Sułtan Abd al-Aziz widział w tej wizycie możliwość na wzmocnienie swojej pozycji względem Francji. Wilhelm II raz jeszcze zapewnił, że jest przyjacielem muzułmanów oraz, co ważniejsze, stwierdził w słowach do przedstawicieli kolonii niemieckiej, że Maroko powinno pozostać niepodległe: „Cieszę się, witając was jako oddanych pionierów niemieckiego handlu i przemysłu, którzy niosą pomoc moim usiłowaniom, by po wszystkie czasy wysoko stawiać w tym wolnym kraju interesy ojczyzny”. Po tych słowach było jasne, że cesarz niemiecki rzucił otwarte wyzwanie Francji. Wielu polityków niemieckich było zdania, że ustępstwa Francji należy wymóc siłą (ich pewność siebie wzmacniała wygrana wojna francusko-pruska). Byli wśród nich szef sztabu generalnego Alfred von Schlieffen oraz wyższy urzędnik MSZ Friedrich von Holstein.
Pomimo otwartego ze strony Niemiec dążenia do konfliktu, Francja za sprawą ministra spraw zagranicznych Théophile’a Delcasségo nie pozostała bierna. Delcassé uważał, że Niemcy nie zdecydują się na otwarty konflikt, ponieważ Francja będzie mogła liczyć na pomoc Wielkiej Brytanii. Ta ostatnia, pomimo że oficjalnie zachowała neutralność, z niepokojem przyglądała się agresywnej polityce niemieckiej. Wynikiem tego było nadesłanie z Londynu 22 kwietnia 1905 do brytyjskiego ambasadora w Paryżu poufnej wiadomości, z której wynikało, że rząd brytyjski udzieli Francji pomocy w razie ataku Niemiec. Wkrótce tę wiadomość potwierdził brytyjski minister spraw zagranicznych podczas rozmowy z ambasadorem francuskim w Londynie.

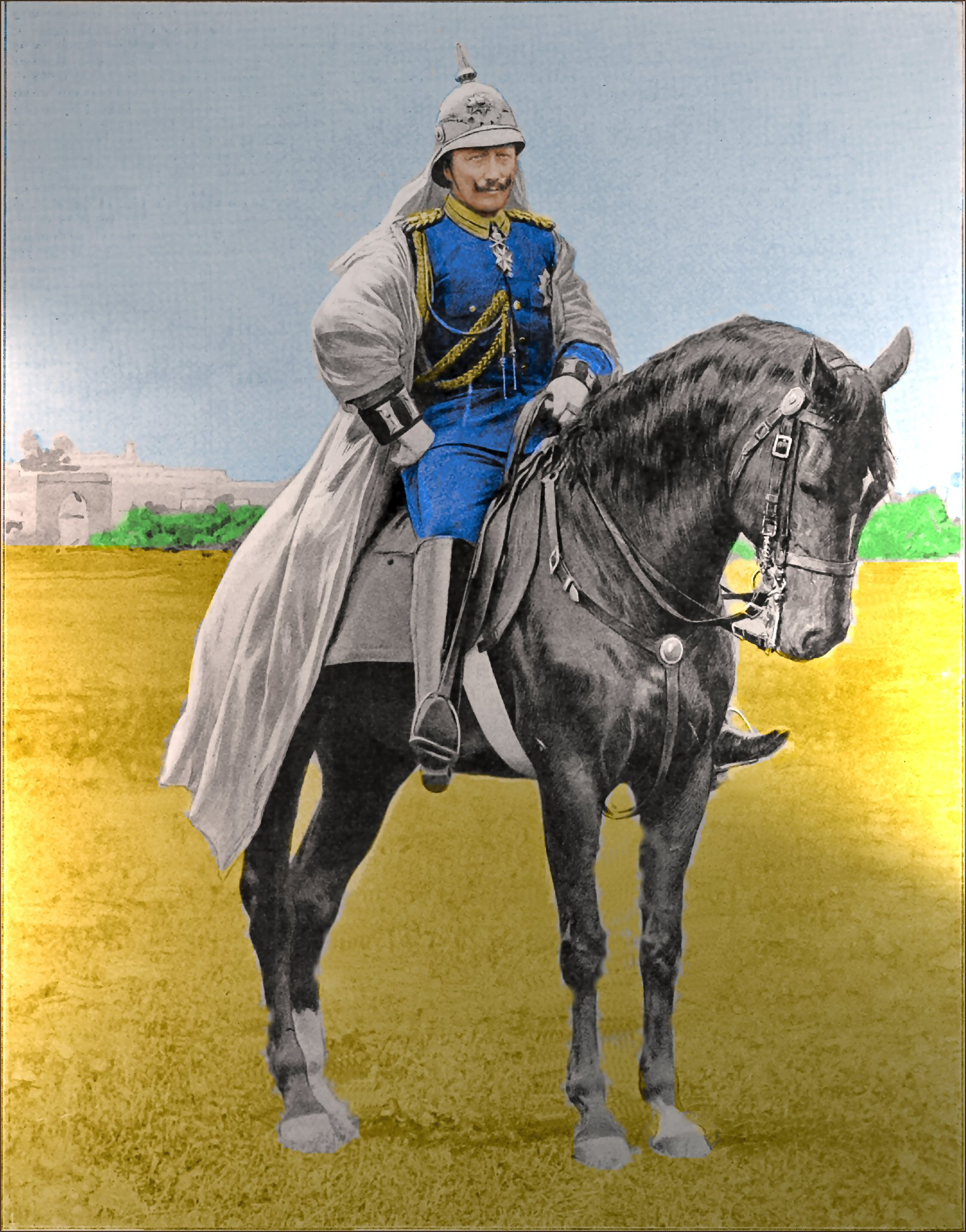
Wilhelm II Hohenzollern (cesarz niemiecki w latach 1888–1918) w Tangerze, 1905

Niemcy w tym czasie zaproponowały zwołanie międzynarodowej konferencji w sprawie Maroka, a niemiecki poseł, działając aktywnie w samym Maroku, przekonał sułtana do zwołania konferencji. Sam sułtan widział w tej propozycji możliwość stanięcia w opozycji do francuskiej dominacji i 31 maja 1905 zwrócił się oficjalnie do państw, które brały udział w obradach w Madrycie 25 lat wcześniej, o zwołanie takiej konferencji. Francja, pomimo że początkowo przeciwna, pod wpływem nacisków międzynarodowych zgodziła się na rokowania. Konferencja odbyła się 16 stycznia 1906 w mieście Algeciras, na południu Hiszpanii. Udział w konferencji wzięły: Rzesza, Francja, Wielka Brytania, Stany Zjednoczone, Rosja, Hiszpania, Włochy, Austro-Węgry, Holandia, Belgia, Portugalia oraz Szwecja. Konferencja trwała blisko trzy miesiące i 7 kwietnia 1906 podpisano traktat końcowy. Na jego mocy Maroko miało pozostać niezależne i podtrzymano zasadę „otwartych drzwi”. Kontrolę nad policją miały sprawować Francja i Hiszpania. Kontrola celna na granicy Maroka z Algierią miała należeć wyłącznie do Francuzów, a w okręgu Rif do Hiszpanów. Utworzono Marokański Bank Państwowy, który był kontrolowany przez Bank Anglii, Bank Francji, Bank Rzeszy i Bank Hiszpanii. Mimo że traktat umacniał położenie Francji w Maroku, to sama Francja nie była zbyt zadowolona z jego ustaleń, tak jak i Rzesza, która zaczęła szukać kolejnej okazji do obejścia tych postanowień.
Okazja do ingerencji w sprawy marokańskie pojawiła się w 1907, ponieważ doszło tam do wybuchu wojny domowej. Brat sułtana Abd Al-Aziza, chcąc objąć władzę, wywołał powstanie plemion w południowej części kraju. Niemcy błyskawicznie ofiarowali mu pomoc w postaci 20 000 franków, z której Mulaj Hafiz skorzystał. W sierpniu 1907 sułtan Abd Al-Aziz został zdetronizowany, a jego następcą obwołany został jego brat. Francuzi również starali się wykorzystać sytuację w kraju i, jako pretekst wykorzystując atak jednego z plemion na grupę Europejczyków w Casablance, wysłali tam okręty i wysadzili desant w liczbie 3000 żołnierzy. Sytuacja stawała się coraz bardziej napięta, tym bardziej że Francuzi podchodzili do nowego władcy z dużą rezerwą, gdyż widzieli w nim zwolennika Niemiec. We wrześniu 1908 miał miejsce incydent, który zapoczątkował międzynarodowy skandal, de facto drugi kryzys marokański.

## Drugi kryzys marokański (agadirski)
Niemiecki konsul w Casablance ukrył pięciu dezerterów francuskiej Legii Cudzoziemskiej. Gdy francuski wywiad dowiedział się o planach wywiezienia dezerterów z Maroka, zdołał temu zapobiec. Jednak w trakcie samej akcji pobito pracownika ochrony konsulatu oraz zagrożono bronią sekretarzowi przedstawicielstwa. Niemcy zażądały przeprosin za naruszenie przez Francuzów eksterytorialności konsulatu oraz domagano się zwolnienia przetrzymywanych dezerterów, zwłaszcza Niemców. Francja odrzuciła te żądania. Brytyjski ambasador w Berlinie mówił głośno o możliwości wywołania wojny przez tę sprawę. Jednak sytuacja międzynarodowa nie sprzyjała eskalacji konfliktu. Francja nie mogła być pewna poparcia Wielkiej Brytanii. Niemcy z kolei, nie mogąc liczyć na poparcie zaangażowanych w kryzys bośniacki (jesień 1908) Austro-Węgier, również nie miały odwagi wypowiedzieć otwartej wojny. Były to warunki, które mogłyby stać się podstawą pod porozumienie, tym bardziej że w tym czasie doszło do porozumienia między przemysłowcami niemieckimi a francuskimi w kwestii współpracy przy wydobywaniu surowców naturalnych w Maroku. W zamian za powiększenie wpływów ekonomicznych Niemcy musiały zgodzić się co do dominującej pozycji Francji w Maroku. Odpowiedni układ podpisano 9 lutego 1909 (układ ten wywołał silną reakcję w Niemczech – o zdradę interesów narodowych oskarżano nawet samego cesarza).
Układ z lutego 1909 również okazał się nietrwały, tym razem za sprawą Francji. W 1910 podjęła ona otwarte działania, które prowadziłyby do wcielenia Maroka do francuskiego imperium kolonialnego. Konflikt wszedł w nową fazę rozwoju, tym bardziej że zmienił się stosunek Niemiec do samego Maroka. Wcześniej Maroko było celem samym dla siebie, w 1910 stanowiło już dla Niemców kartę przetargową do realizacji projektu Mittelafrika (czyli stworzenie niemieckich kolonii w środku kontynentu afrykańskiego, sięgających od Atlantyku po Ocean Indyjski). Kosztem Maroka Niemcy chcieli uzyskać francuskie Kongo. Obecna forma konfliktu była dużo bardziej ostra niż ta w poprzednich latach. Niemiecki sztab generalny opracował nawet plan opanowania południowomarokańskich portów.

## Ostateczne rozwiązanie konfliktu

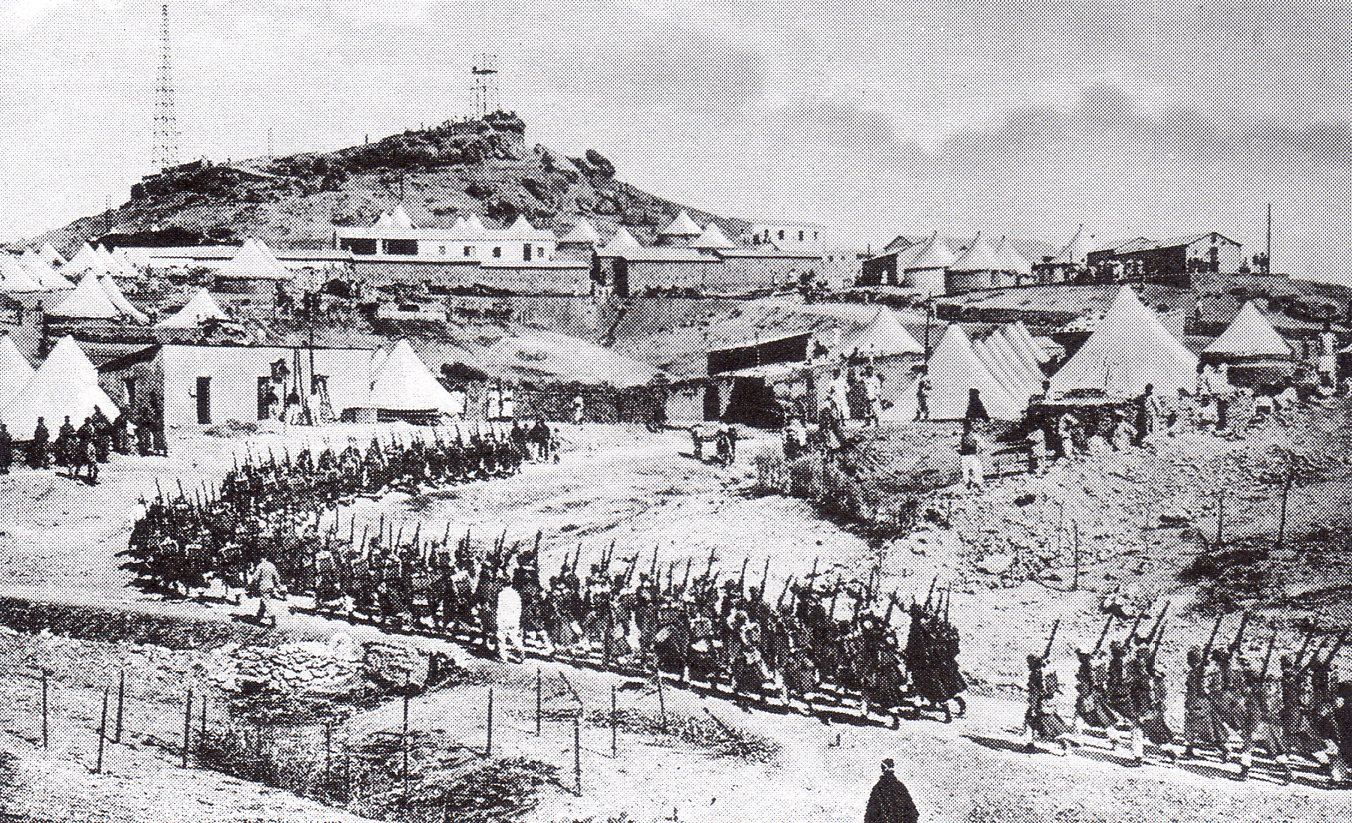
Wojska francuskie w Maroku, marzec 1912

W 1911 w rejonie Fezu wybuchło powstanie. Francuzi wykorzystali okazję i 21 maja 8000 żołnierzy wkroczyło do stolicy państwa, Rabatu, pozbawiając je niepodległości. Niemcy na wiadomość o tym zdecydowali się na niebezpieczne posunięcie. 1 lipca do portu w Agadirze wpłynęła kanonierka „Pantera”, a na wodach marokańskich pozostawał krążownik „Berlin”. Dyplomacja niemiecka wysyłała do Paryża otwarte groźby. Francja jednak nie ugięła się, będąc pewna poparcia ze strony Wielkiej Brytanii, ponieważ niemieckie ambicje kolonialne coraz bardziej kolidowały z brytyjskimi. Sytuację zaostrzył cesarz niemiecki, który w czasie wywiadu dla amerykańskiej gazety oświadczył: „Po kolejnej wojnie, kiedy Wielka Brytania z pewnością zostanie pokonana, Niemcy zadowolą się Egiptem”. Wynikiem tego była deklaracja kanclerza skarbu Davida Lloyd George’a z 21 lipca 1911. Mówiła ona, że Wielka Brytania nie pozwoli, aby kwestia marokańska była rozwiązana bez jej udziału. Ponadto Royal Navy została postawiona w stan gotowości bojowej. 20 lipca przedstawiciele sztabów brytyjskiego i francuskiego ustalili plan współdziałania w razie wojny. Niemcy przy tak zdecydowanym stanowisku Wielkiej Brytanii ugięły się i przyjęły bardziej elastyczną postawę – na początku września 1911 podjęto dwustronne rozmowy. Niemcy w tych rokowaniach domagali się w zamian za ustępstwa w Maroku francuskiego Konga. Ostatecznie 4 listopada 1911 podpisano porozumienie. W zamian za zrzeczenie się pretensji Niemców do Maroka Francja oddawała im w Kongu 275 000 km² oraz zezwalała na finansową i gospodarczą działalność firm niemieckich w Maroku na równych prawach z Francuzami. Pięć miesięcy później, 30 marca 1912, sułtan Mulaj Hafid podpisał traktat feski o francuskim protektoracie nad Marokiem. Nad północną częścią kraju kontrolę przejęła Hiszpania (Maroko Hiszpańskie). Datę tę można uznać za koniec trwającego sześć lat konfliktu, który wpływał na międzynarodową politykę mocarstw. Kryzys marokański stanowił również ważny czynnik, który doprowadził do wybuchu I wojny światowej oraz wykrystalizował podział Europy na dwa przeciwstawne sobie bloki polityczne (ententa i państwa centralne).